# Фернандеш, Рожер
Рожер Ферна́ндеш (порт. Roger Fernandes; родился 21 ноября 2005) — португальский футболист, вингер клуба «Брага».

## Клубная карьера
Воспитанник футбольной академии «Браги». Перед началом сезона 2021/22 главный тренер «Браги» Карлуш Карвальял начал привлекать его к тренировкам основного состава. 31 июля 2021 года Фернандеш дебютировал в основном составе «Браги» в матче Суперкубка Португалии против лиссабонского «Спортинга». В возрасте 15 лет, 8 месяцев и 12 дней стал самым молодым участником Суперкубка Португалии в истории. 14 августа 2021 года Рожер дебютировал в португальской Примейра-лиге в матче против лиссабонского «Спортинга». В возрасте 15 лет, 8 месяцев и 24 дней он стал самым молодым дебютантом португальского чемпионата, побив рекорд, установленный Дариу Эссугу в марте 2021 года. 17 октября 2021 года в матче Кубка Португалии против «Мойтенсе» забил свой первый гол за «Брагу», став самым молодым автором гола в истории клуба.

## Личная жизнь
Родился в Гвинее-Бисау, после чего в раннем возрасте переехал с родителями в Португалию.